# 開平法
開平法（かいへいほう、英: extraction of square root）とは、正の数の平方根の小数表示を求めていくアルゴリズムである。開平や開平算、開平計算とも。平方根を求めることを開平するという。開法の一種。

## 開平法の原理
与えられた正の数の正の平方根の小数表示を求めるために、ここではまず漸化式を立てて、一般的な求値法を求める。そして、求値の明確化のために、開平法と呼ばれる筆算の原理を導出する。以下は十進法表示の場合だが、他の位取り記数法でも同様な計算で求められる。ここで述べるのと基本的には同じ方法で、立方根を求める開立法や、もっと一般に n 乗根を求めることも可能である。

### 問題の定式化
与えられた √x (x > 0) に対し、10k の位 ak (k ≤ n) を求める：
{\displaystyle {\begin{aligned}{\sqrt {x}}&=\textstyle \sum \limits _{k\leq n}10^{k}a_{k}\\&=10^{n}a_{n}+10^{n-1}a_{n-1}+\cdots +10^{2}a_{2}+10a_{1}+a_{0}+10^{-1}a_{-1}+10^{-2}a_{-2}+\cdots \end{aligned}}}
x の首位を an とする。つまり、n は √x < 10k+1 を満たす最小の k とする。また便宜上 ak = 0 (k > n) とする。
√x の 10m の位より上（かみ）の位 pm は分かっているとし、10m の位 am を求めるとする。すなわち
{\displaystyle p_{m}=\textstyle \sum \limits _{k=m+1}^{n}10^{k-m-1}a_{k}=10^{n-m-1}a_{n}+10^{n-m-2}a_{n-1}+\cdots +10a_{m+2}+a_{m+1}}
とおく。
am は 10m+1pm + 10mam ≤ √x
を満たす最大の am、すなわち
(20pm + am)am ≤ 10−2mx − 100pm2 … (1)

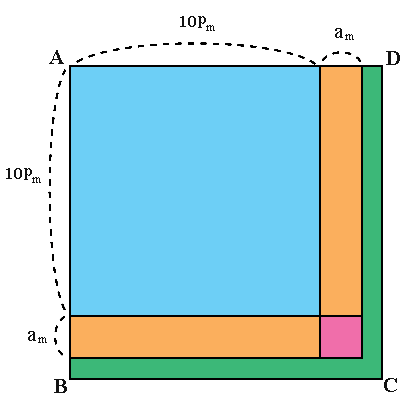
正方形ABCD の面積は 10−2m'x, 青い正方形の面積は 100pm2 で、橙色と桃色の部分の面積の和が (20pm + am)am = rm である。pm の値はすでに決まっていて、am をどこまで大きく取れるのかが問題である。

を満たす最大の am である。これを見つける。
am の値は 0 から 9 までの 10 通りなので、順に試していけば am は求まる。
m = n のとき、pn = 0 より
an2 ≤ 10−2nx
m < n のとき、
20pmam ≤ (20pm + am)am ≤ 10−2mx − 100pm2
pm ≠ 0 より
{\displaystyle a_{m}\leq {\frac {10^{-2m}x-100{p_{m}}^{2}}{20p_{m}}}}
右辺の計算値により、am の値の見当を付けることができる。
これにより am が求まれば、
pm−1 = 10pm + am
の値が分かるから、
(20pm−1 + am−1)am−1 ≤ 10−2(m−1)x − 100pm−12
を満たす最大の am−1 を見つければよい。
このようにして、帰納的に ak (k ≤ n) の値が求まる。

### 漸化式の簡略化
不等式(1) を簡略化する。「20」を基数 10 と合わせるため 10 × 2 とする。そのため
qm = 2pm
ym = 10−2mx − 100pm2
とおくと、不等式(1) は
(10qm + am)am ≤ ym … (1')
である。
qm = 2pm
    = 2(10pm+1 + am+1)
    = 10qm+1 + 2am+1 … (2)
(1') を満たす最大の am を求めるために、ym の整数部分 zm を、zm+1 から求める。
rm = (10qm + am)am とおくと、
ym = 10−2mx − 100pm2
    = 100{10−2(m+1)x − (10pm+1 + am+1)2} 
    = 100{10−2(m+1)x − 100pm+12} − 100(20pm+1 + am+1)am+1
    = 100ym+1 − 100rm+1
100ym+1 = 10−2mx − 10000pm+12 の整数部分は、x の 10i の位を xi とすると、100zm+1 + 10x2m+1 + x2m に等しい。したがって、
zm = (100zm+1 + 10x2m+1 + x2m) − 100rm+1
    = 100(zm+1 − rm+1) + 10x2m+1 + x2m … (3)
(2), (3) から、(1') を満たす最大の am を求めていく。

### 筆算による効率化
pm から不等式(1') を満たす最大の am を求めていくには、筆算による帰納的計算が明確である。
|  | am                          |
|  | √ … x2m+1 x2m               |
|  | zm+1                        |
|  | rm+1 ↓ ↓                    |
|  | qm am zm+1 − rm+1 x2m+1 x2m |
|  | am (10qm + am)am            |
|  | qm−1 zm − rm                |

1. zm = 100(zm+1 − rm+1) + 10x2m+1 + x2m から rm = (10qm + am)am を引き、負とならない最大の am を求める。（主算）
2. 次の am−1 を求めるために、qm−1 = (10qm + am) + am を求めておく。（副算）

## 具体的な計算方法
例として、ここでは x = 5630738.132 の正の平方根 √x の小数表示を求める。初期値は、
- x6 = 5, x5 = 6, x4 = 3, x3 = 0, x2 = 7, x1 = 3, x0 = 8, x−1 = 1, x−2 = 3, x−3 = 2, xi = 0 (i < −3)

### 漸化式による求値
- 106 ≤ x < 108 より、n = 3

まずは a3 を求める。
- z4 = 0
- r4 = 0
- p3 = 0 より q3 = 0

z3 = 100(z4 − r4) + 10x7 + x6 = 100 × (0 − 0) + 5 = 5
r3 = (10q3 + a3)a3 = a32
a32 ≤ 5 を満たす最大の a3 は、a3 = 2 である。
次に、a2 を求める。
- q2 = (10q3 + a3) + a3 = 2 + 2 = 4

z2 = 100(z3 − r3) + 10x5 + x4 = 100 × (5 − 4) + 63 = 163
r2 = (10q2 + a2)a2 = (40 + a2)a2
(40 + a2)a2 ≤ 163 を満たす最大の a2 は、a2 = 3 である。
a1 を求める。
- q1 = (10q2 + a2) + a2 = 43 + 3 = 46

z1 = 100(z2 − r2) + 10x3 + x2 = 100 × (163 − 129) + 7 = 3407
r1 = (10q1 + a1)a1 = (460 + a1)a1
(460 + a1)a1 ≤ 3407 を満たす最大の a1 は、a1 = 7 である。
同様の計算を繰り返すと、各項の値は次の表のようになる。
| m  | 10x2m+1 + x2m | zm         | qm       | rm         | am |
| -- | ------------- | ---------- | -------- | ---------- | -- |
| 3  | 05            | 5          | 0        | 4          | 2  |
| 2  | 63            | 163        | 4        | 4          | 3  |
| 1  | 07            | 3407       | 46       | 129        | 7  |
| 0  | 38            | 13838      | 474      | 3269       | 2  |
| −1 | 13            | 435413     | 4744     | 9484       | 9  |
| −2 | 20            | 837220     | 47458    | 427041     | 1  |
| −3 | 00            | 36263900   | 474582   | 474581     | 7  |
| −4 | 00            | 304311100  | 4745834  | 284750076  | 6  |
| −5 | 00            | 1956102400 | 47458352 | 1898334096 | 4  |
| ︙ | ︙            | ︙         | ︙       | ︙         | ︙ |

am の値から
√5630738.132 = 2372.91764…
である。

### 筆算による求値
am の値は、先述の筆算による方法（開平法）によりさらに簡単に計算できる。
本節は、これまでに登場した漸化式の原理により筆算の手順を説明するが、筆算の手順だけを知りたいのであれば、漸化式による説明の箇所を読み飛ばしても差し支えない
x = 5630738.132 の正の平方根 √x の小数表示を求める。
まず、x の値を、小数点から2桁ずつ「ブロック」に分けて書く。
|  | √5 63 07 38. 13 2 |

- 各ブロックは、zm = 100(zm+1 − rm+1) + 10x2m+1 + x2m の下線部に該当する。

左側に縦2つ等しい値を書き、積が左端のブロック (5) を超えない最大の値 (2) を見つける。ブロック (5) の上に見つけた値 (2) を書く。左の筆算を立て、下に和の計算結果 (4) を書く。ブロック (5) の下に、左の筆算の、和でなく積の計算結果（この場合は和と同じ 4）を書く。筆算を立て、差の計算結果 (1) をその下に書く。
|  | 2                                  |
|  | 2 √5 63 07 38. 13 2                |
|  | 積が5以下の最大値→2 4←左の筆算の積 |
|  | 和→4 1←差                          |

- z4 = r4 = 0 より z3 = 10x8 + x7 = 5。q3 = 0 より、(0 + a3)a3 ≤ 5 を満たす最大の a3 は a3 = 2。この時 r3 = 2 × 2 = 4。次の計算のために、z3 − r3 = 5 − 4 = 1, q2 = 2 + 2 = 4 を計算しておく。

差の計算結果 (1) の右隣りに、上のブロック (63) を下ろす。左の筆算の末位に縦2つ等しい値を書き、積が下ろしてできた数 (163) を超えない最大の値 (3) を見つける。ブロック (63) の上に見つけた値 (3) を書く。左の筆算を立て、下に和の計算結果 (46) を書く。下ろしてできた数 (163) の下に、左の筆算の積の計算結果 (129) を書く。筆算を立て、差の計算結果 (34) をその下に書く。
|  | 2 3                                      |
|  | 2 √5 63 07 38. 13 2                      |
|  | 2 4 ↓ ブロックを下ろす                   |
|  | 43 1 63                                  |
|  | 積が163以下の最大値→ 3 1 29←左の筆算の積 |
|  | 和→46 34←差                              |

z2 = 100(z3 − r3) + 10x5 + x4 = 163。(40 + a2)a2 ≤ 163 を満たす最大の a2 は a2 = 3。この時 r2 = 43 × 3 = 129。次の計算のために、z2 − r2 = 163 − 129 = 34, q1 = 43 + 3 = 46 を計算しておく。
同様の計算を（m = −5 まで）行うと、次のようになる。
|  | 2 3 7 2. 9 1 7 6 4         |
|  | 2 √5 63 07 38. 13 20 00 00 |
|  | 2 4                        |
|  | 43 1 63                    |
|  | 3 1 29                     |
|  | 467 34 07                  |
|  | 7 32 69                    |
|  | 4742 1 38 38               |
|  | 2 94 84                    |
|  | 47449 43 54 13             |
|  | 9 42 70 41                 |
|  | 474581 83 72 20            |
|  | 1 47 45 81                 |
|  | 4745827 36 26 39 00        |
|  | 7 33 22 07 89              |
|  | 47458346 3 04 31 11 00     |
|  | 6 2 84 75 00 76            |
|  | 474583524 19 56 10 24 00   |
|  | 4 18 98 33 40 96           |
|  | 474583528 57 76 83 04      |

これより
√5630738.132 = 2372.91764…
である。
検算してみると、
2372.917642 = 5630738.1262231696
2372.917652 = 5630738.1736815225
となり
2372.91764 < √5630738.132 < 2372.91765
が確かに成り立つ。

## 珠算による開平法
珠算による開平法として次の方法がある。
- 倍根法
- 半九九法

### 根の定位
根の定位の仕方は次のようになる。
- 平方が整数のとき：平方の一の位から左へ2桁ずつ区分して、その区分できた回数が、根の桁数となる。
- 平方が帯小数のとき：平方の一の位から左へ2桁ずつ区分して、その区分できた回数が、根の整数の桁数となる。
- 平方が小数のとき：平方の 0 を2桁ずつ区分して、その区分できた回数が、根の小数点以下の 0 の桁数となる。

### 倍根法
例：√4225 = 65
|  |  |  |  |

|  |  |  |  |  |  |

|  |  |  |  |  |  |  |  |  |  |

|  |  |  |  |  |  |  |  |  |  |

|  |  |  |  |  |  |

### 半九九法
例：√4225 = 65
|  |  |  |  |

|  |  |  |  |  |  |  |

|  |  |  |  |  |  |  |

|  |  |  |  |  |  |

|  |  |  |  |  |  |

|  |  |